# Phyllanthus fimbriatus
Phyllanthus fimbriatus là một loài thực vật có hoa trong họ Diệp hạ châu. Loài này được (Wight) Müll.Arg. miêu tả khoa học đầu tiên năm 1863.